# 第17集团军 (苏联)
第17集团军是二战时期的苏联红军集团军，1940年成立于俄罗斯远东地区，驻地为蒙古国乌兰巴托，1945年曾参与苏日战争，隶属于外贝加尔方面军，进攻中国东北，在中共曾克林等的配合下进军至辽东湾山海关附近。期间司令员为阿列克谢·伊里奇·达尼洛夫。1946年解散。中共贺诚曾在该军担任翻译。